# میکی جیمز
میکی لری جیمز  یک کشتی‌گیر و خواننده امریکایی است. او از نسل بومیان آمریکا است. وقتی بچه بود والدینش از هم جدا شدند. او قبل از اینکه در سال ۲۰۰۲ وارد TNA شود مدت زیادی آموزش دید تا توانست توجه جهان را به خود جلب کند. در سال ۲۰۰۵، وارد WWE شد و استوری لاینی را با تریش استراتوس آغاز کرد. او اولین قهرمانی زنان خود را در رسلمینیای ۲۲ و قهرمانی دیواز خود را در نایت آو چمپینز بدست اورد. در سال ۲۰۱۰ دوباره به TNA برگشت. او در تاریخ تنها زنی است که توانسته هم کمربند زنان WWE، هم دیواز و هم زنان TNA را بدست اورد. میکی جیمز سبک منحصر به فرد خود را در WWE دارد

## خوانندگی
میکی اولین آلبوم موسیقی کانتری خود به نام Strangers & Angels nv را در سال ۲۰۱۰ منتشر کرد. در ۲ دسامبر همان سال، تک‌آهنگ دیگری به نام Hardcore Country منتشر کرد که به عنوان تم سانگش در TNA استفاده می‌کند. در حال حاضر او در حال ضبط آلبوم بعدی خود است که بزودی عرضه می‌شود.

## زندگی شخصی
میکی ۳ اسب دارد. او تصمیم دارد وقتی دوران کشتی اش به پایان رسید، مزرعه‌ای بخرد و آموزش اسب سواری دهد. او همچنین ۲ سگ دارد. خارج از کشتی، او مدرک هنر دریافت کرده‌است. اخیراً نیز با کشتی‌گیر کنی دیکسترا نامزد کرده‌است. میکی دو خالکوبی دارد: یک سمبل آسیایی به معنای عشق روی قوزک پایش و یک اژدها در اطراف آن.